# (10456) Anechka
(10456) Anechka (1978 PS2) – planetoida z pasa głównego asteroid okrążająca Słońce w ciągu 3,67 lat w średniej odległości 2,38 j.a. Odkryta 8 sierpnia 1978 roku.